# Angelo Musco
Angelo Musco (Catania, 18 ottobre 1871 – Milano, 7 ottobre 1937) è stato un attore italiano di cinema e teatro.

## Biografia
Angelo Musco nacque a Catania, nel rione popolare di San Cristoforo, in via Giuseppe Garibaldi, angolo via Fortino Vecchio, il 18 dicembre del 1871, il quattordicesimo dei figli del piccolo bottegaio Sebastiano Musco, al quale talune fonti v'attribuivano un'origine maltese - quasi sicuramente infondate -, e della casalinga Francesca Cosenza. Visse un'infanzia povera e, fin dall'adolescenza, intraprese diversi lavori quali il barbiere, il calzolaio ed il muratore.
Entrò nel teatro all'età di sedici anni con l'"Opera dei pupi", il teatro tradizionale siciliano, e nel 1884 venne scritturato dalla compagnia marionettistica di Michele Insanguine.
Nel 1889 entrò in contatto con il teatro di varietà, e lavorò per vari teatri siciliani, fino al 1899, quando entrò nella compagnia teatrale di Giovanni Grasso, che recitava soprattutto in dialetto.

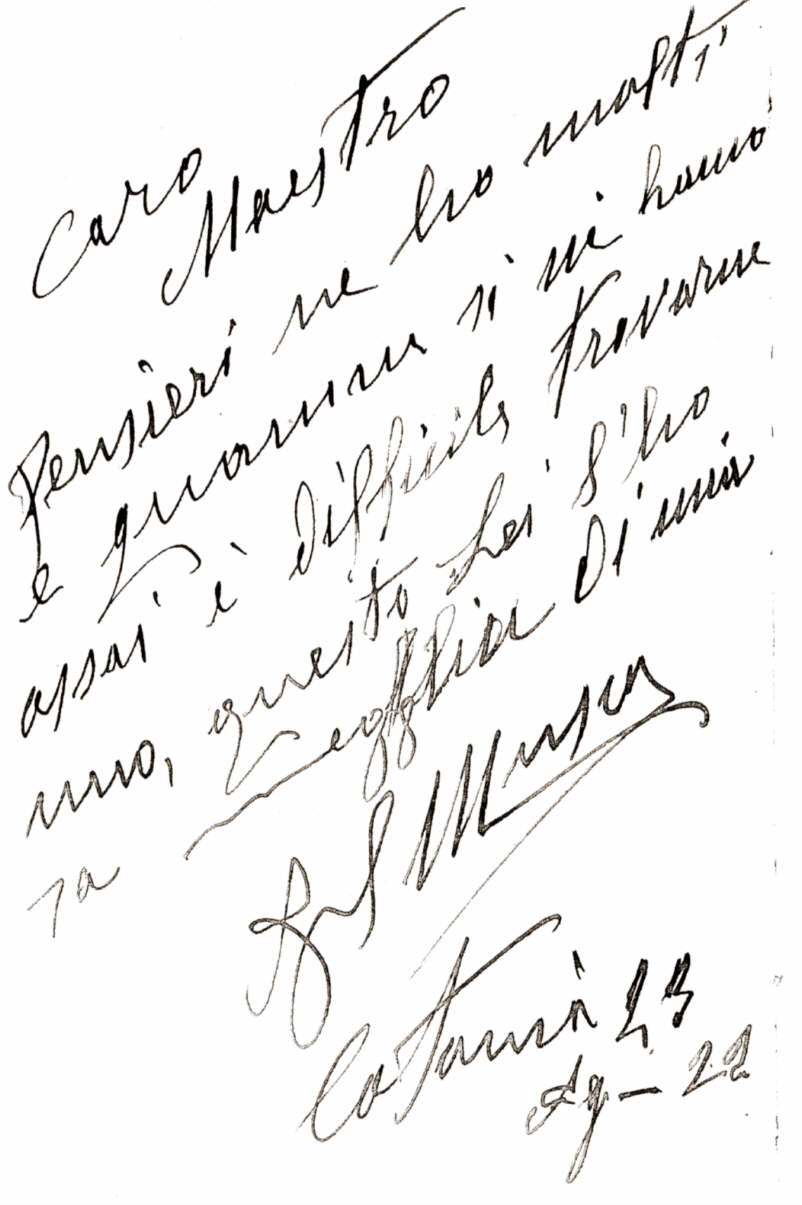
Dedica autografa per Francesco Paolo Frontini

Angelo Musco nel Il feroce Saladino

Dal 1902 iniziò a collaborare con Nino Martoglio, che lo aveva visto a Roma mentre rappresentava Malìa di Luigi Capuana e I mafiusi de la Vicaria di Giuseppe Rizzotto e Gaspare Mosca. Martoglio fu direttore della sua compagnia dal 1907 e per lui scrisse San Giovanni decollato e L'aria del continente. Collaborò anche con Pier Maria Rosso di San Secondo, che gli fornì Madre. Il 7 dicembre 1906 entrò come membro effettivo nella Loggia Roma di Roma. Lavorò anche con Marinella Bragaglia con la quale fondò nel 1912 la compagnia teatrale denominata Drammatica Compagnia Siciliana Marinella Bragaglia - Angelo Musco e sciolta due anni dopo, e poi la Comica Compagnia Siciliana del Cav. Angelo Musco, dove entrò l'attrice Rosina Anselmi, e supportato dal critico Renato Simoni e da Luigi Pirandello.
Il premio Nobel scrisse per lui alcune commedie, tra cui 'A birritta cu' i ciancianeddi (che Musco rappresentò a Roma), Liolà e Pensaci, Giacomino!. Quest'ultima commedia venne trasposta anche in un film di cui Musco fu protagonista: la sua carriera cinematografica iniziò nel 1932 ed ebbe un grande successo.
Nel corso degli anni venti e trenta, Musco e la sua compagnia fecero numerose tournée in Italia e nel mondo, e riscosse enormi successi. Il suo esordio internazionale avvenne nel 1927 sul palcoscenico del Manhattan Opera House di New York con L'aria del continente di Martoglio.
Sposatosi solo all’età di 52 anni nel 1923 con l’attrice Desdemona Balistrieri, ebbe da lei 4 figli, Franca, Angelo Musco (compositore), Annamaria e Vittorio.
Nel 1937, Musco recitò in uno spettacolo al Teatro Olimpia di Milano, ma subito dopo la rappresentazione fu colpito da un infarto e morì poco dopo. Angelo Musco riposa nel "viale degli uomini illustri" del cimitero monumentale di Catania.
La bravura di Musco stava nella sua comicità e nell'interpretazione psicologica dei personaggi che rappresentava. Spesso aggiungeva elementi estemporanei e originali alle opere che rappresentava, rendendole più reali. Giorgio Walter Chili ha diretto nel 1953 un film-documentario sulla sua vita: C'era una volta Angelo Musco. Era lo zio dell'attore Turi Pandolfini.

## La riscoperta di un film smarrito
Risale al 2002 l'anno della riscoperta dell'edizione francese del film La Fameuse Équipe (in Italia Cinque a zero), regia di Mario Bonnard, per l'interessamento degli organizzatori del Festival del Cinema di Frontiera di Marzamemi.
Si tratta probabilmente del primo film italiano dedicato interamente al mondo del calcio e ritenuto a lungo scomparso. Il film trae spunto da una famosa partita di calcio giocata in casa nel 1931 dalla squadra della Roma contro la Juventus e conclusasi con il clamoroso punteggio di cinque a zero per la squadra capitolina. Fu restaurato a suo tempo attraverso un programma di salvaguardia promosso dal Ministero della cultura francese. La copia originale è conservata presso gli archivi del Centre National de la Cinématographie di Bois D'Arcy.

## Digitalizzazione della filmografia
Nell'ambito del "Piano straordinario per la digitalizzazione del patrimonio cinematografico e audiovisivo" in Italia (D.P.C.M. 24/10/2017), a partire dal 2020, con lo scopo di preservare, restaurare e digitalizzare i film di Musco per una nuova e moderna fruizione delle opere è stato avviato l'iter di acquisizione delle pellicole muschiane, attraverso il Ministero della cultura (già MiBACT) e il Centro sperimentale di cinematografia.
Un primo omaggio al noto attore e comico siciliano avverrà durante la 68ª edizione del Taormina Film Fest 2022 con la proiezione del film antologico C'era una volta Angelo Musco, restaurato dalla CSC - Cineteca Nazionale, il 1º luglio.

## Interpretazioni teatrali
Compagnia Giovanni Grasso

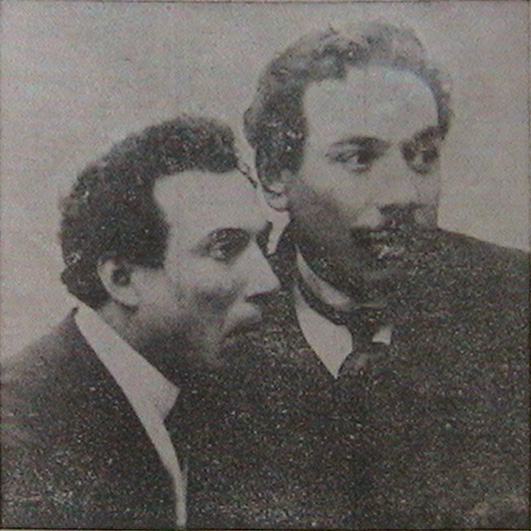
Giovanni Grasso e Angelo Musco

- Nino in Malìa di Luigi Capuana (1903)
- Cecco in Zolfara di Giuseppe Giusti Sinopoli (1903)
- Turi il cieco in Feudalesimo di Angelo Guimerà (1903)
- Il mendicante cieco in Nica di Nino Martoglio(1903)
- La guardia in Civitoti in pretura di Nino Martoglio(1903)
- Il capocomico in Il ratto delle sabine di Franz e Paul Schönthan (1903)
- Primo mietitore in La figlia di Iorio di Gabriele D'Annunzio (1904)

Compagnia drammatica siciliana diretta da Nino Martoglio
- Mastru Austino Miciaciu in S. Giovanni decollato di Nino Martoglio (1908)

Compagnia Bragaglia – Musco
- Nunzio in Sperduti nel buio di Roberto Bracco (1912)
- Capitano Senio in Capitan Senio di Nino Martoglio (1912)

Compagnia Musco

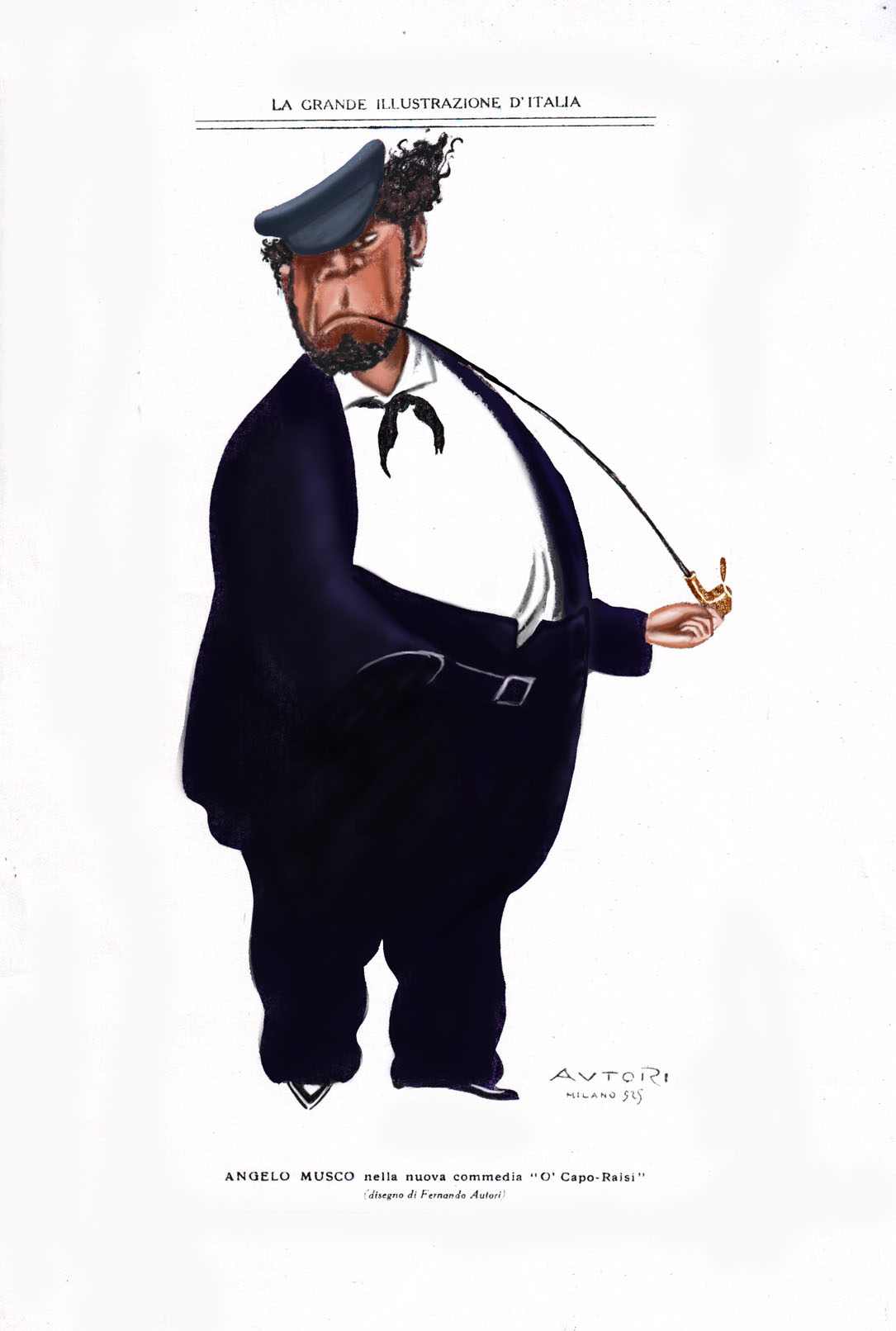
Angelo Musco interprete di Capo Raisi di Francesco Macaluso nella caricatura di Fernando Autori

- Don Pasquali Minedda in Lu paraninfu di Luigi Capuana (1914)
- Don Cola Dusciu in L'aria del continente di Nino Martoglio  (1915)
- Micuccio in Lumie di Sicilia di Luigi Pirandello (1915)
- Don Ramunnu in Don Ramunnu di Luigi Capuana (1915)
- il riffante in ‘U riffanti  di Nino Martoglio (1916)
- Pepè Moscardino (Giufà) in L'arte di Giufà di Nino Martoglio   (1916)
- Don Fofò in L'ultimo naso di Francesca Sabato Agnetta (1916)
- professor Toti in Pensaci Giacuminu!  di Luigi Pirandello (1916)
- Liolà in Liolà di Luigi Pirandello   (1916)
- don Mario Mannuca in Quacquarà di Luigi Capuana (1916)
- Masi Latinu il cieco in Scuru di Nino Martoglio (1917)
- don Nociu Pampina in ’A birritta cu 'i ciancianeddi, di Luigi Pirandello  (1917)
- zi Dima in ’A giarra di Luigi Pirandello (1917)
- Chiarchiaro in 'A Patenti di Luigi Pirandello (1918)
- Giovanni Schiffi in Ridi Pagliaccio!  di Fausto Maria Martini (1919)
- Cola in U sapiti comm'è di Francesca Sabato Agnetta (1919)
- Capitano Mauro Turrisi in Sua Eccellenza di Nino Martoglio  (1920)
- il marchese in Il marchese di Ruvolito di Nino Martoglio  (1920)
- don Masinu Teri in Ccu i nguanti gialli di Luigi Pirandello (1921)
- padre Attanasio in Fiat voluntas Dei di Giuseppe Macrì (1923)
- don ‘Nzuddo Ballarò in Fra Diavolo di Giuseppe Patanè (1923)
- don Peppe Smarrano in Capo Raisi di Francesco Macaluso (1925)

## Filmografia
- San Giovanni decollato di Telemaco Ruggeri (1917)
- Cinque a zero di Mario Bonnard (1932)
- L'eredità dello zio buonanima di Amleto Palermi (1934)
- Paraninfo di Amleto Palermi (1934)
- Fiat voluntas Dei di Amleto Palermi (1935)
- L'aria del continente di Gennaro Righelli (1935)
- Re di danari di Enrico Guazzoni (1936)
- Pensaci, Giacomino! di Gennaro Righelli (1936)
- Lo smemorato di Gennaro Righelli (1936)
- Il feroce Saladino di Mario Bonnard (1937)
- Gatta ci cova di Gennaro Righelli (1937)

### Documentari su Angelo Musco
- C'era una volta Angelo Musco di Giorgio W. Chili (1953)

## Pubblicazioni
- Angelo Musco, Cerca che trovi…, a cura di Domenico Danzuso, Catania, Giuseppe Maimone Editore, 1988, ISBN 88-7751-018-8.